# Friends with Benefits
Friends With Benefits (no Brasil, Amizade Colorida; em Portugal, Amigos Coloridos) é um filme de comédia romântica estadunidense de 2011 dirigido por Will Gluck e estrelado por Justin Timberlake e Mila Kunis. O filme apresenta um elenco de apoio que inclui Patricia Clarkson, Jenna Elfman, Bryan Greenberg, Nolan Gould, Richard Jenkins e Woody Harrelson. O enredo gira em torno de Dylan (Timberlake) e Jamie (Kunis), que se reúnem em Nova York e ingenuamente acreditam que acrescentando sexo na sua amizade não vão os levar a complicações. Com o tempo eles começam a desenvolver sentimentos mútuos profundos de um para o outro, apenas para negá-lo cada vez que eles estão juntos.
Elenco principal do filme teve lugar durante um período de três meses de abril a julho de 2010. Gluck refez o roteiro original e enredo pouco depois de lançar Timberlake e Kunis. As filmagens começaram em Nova York em 20 de julho de 2010, e concluído em Los Angeles, em setembro de 2010. O filme foi distribuído pela Screen Gems e foi lançado na América do Norte em 22 de julho de 2011. Friends with Benefits foi geralmente bem recebido pelos críticos de cinema, e tornou-se um sucesso comercial nas bilheterias faturando mais de $149.5 em todo o mundo. Foi nomeado para dois dos People's Choice Awards: uma para Filme de Comédia Favorita, e outra para Mila Kunis como Atriz Favorita em Filme de Comédia.

## Sinopse
A história se concentra em dois profissionais que se conhecem, contudo, estão ocupados demais para ter um parceiro. Ambos concordam em manter um relacionamento íntimo, mas sem compromissos. As coisas se complicam quando Dylan (Justin Timberlake) e Jamie (Mila Kunis) se apaixonam e não querem admitir isso.

## Elenco
Os atores e os personagens são:
- Justin Timberlake é Dylan;
- Mila Kunis é Jamie;
- Woody Harrelson é Tommy
- Jenna Elfman é Annie
- Patricia Clarkson é Lorna
- Richard Jenkins é Senhor Harper
- Nolan Gould é Sammy
- Bryan Greenberg é Parker
- Emma Stone é Kayla
- Andy Samberg é Quincy
- Masi Oka é Darin Arturo Morena
- Shaun White é ele mesmo
- Lili Mirojnick é Laura

## Produção

### Desenvolvimento

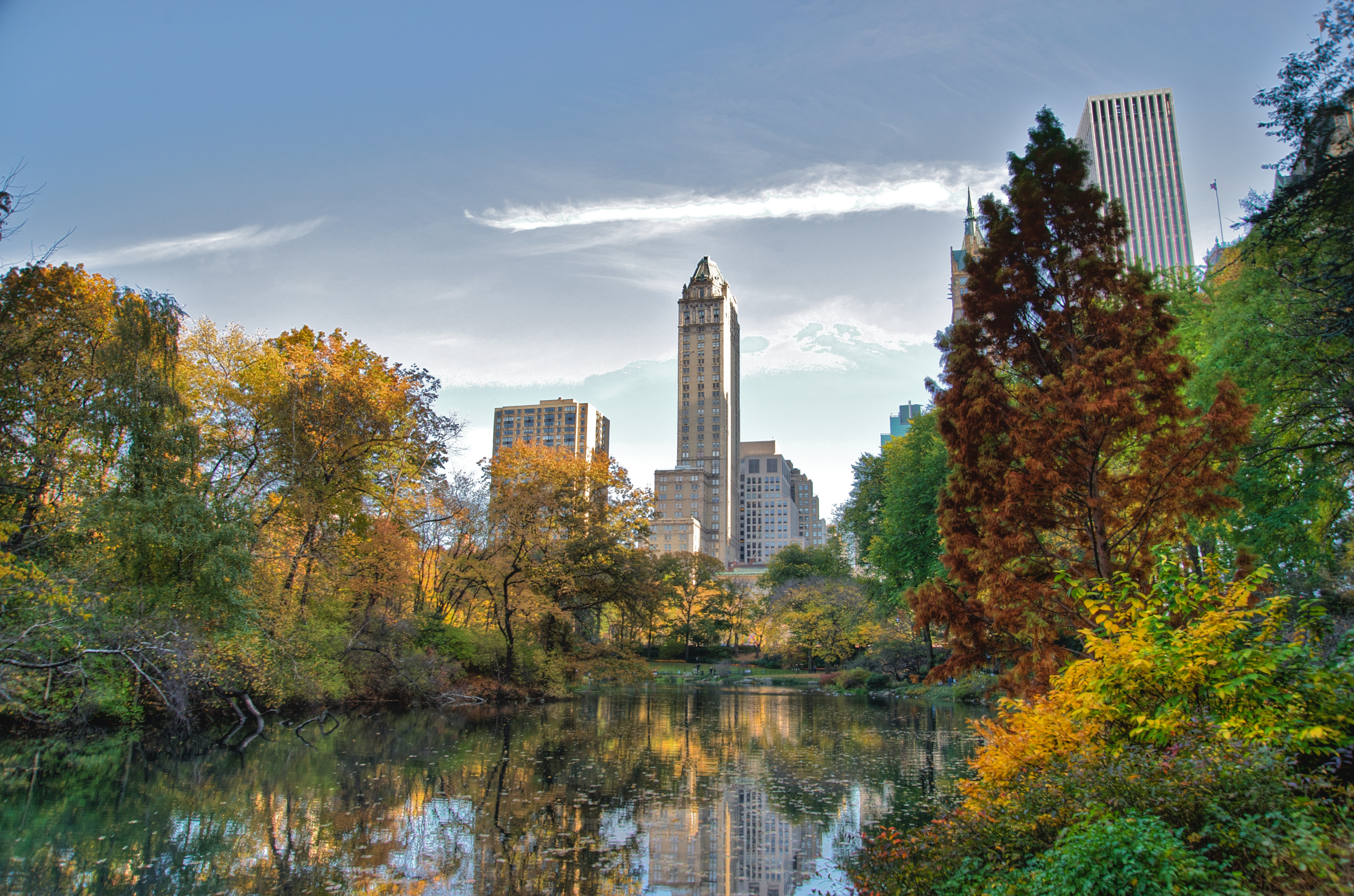
Locações do filme em várias seções em Nova Iorque, incluindo Central Park (imagem).

Em abril de 2010, Justin Timberlake foi o primeiro a assinar para o projeto. Ele foi logo seguida por Mila Kunis, ela conseguiu o papel feminino principal junto ao dele. Cerca de dois meses depois, a revista Variety anunciou que um elenco composto por Emma Stone, Patricia Clarkson, Richard Jenkins, Woody Harrelson, Andy Samberg, Jenna Elfman foram definidos para se juntar a eles no filme. Três dias depois de as filmagens principais começarem, Bryan Greenberg completou o elenco. Friends with Benefits terá as aparições de destaque de Jason Segel, Shaun White e Rashida Jones. Locais de produção foram criadas já em 13 de julho, e filmagem principal se iniciou em 20 de julho de 2010 em Midtown Manhattan de Nova York. As filmagens continuaram em Central Park e outros setores da cidade de Nova York de julho a início de agosto, antes da produção se mudar para Los Angeles, Califórnia.
Paramount Pictures desistiu de seu protesto original contra o filme depois de seu diretor, Ivan Reitman, reintitulou seu filme No Strings Attached. Screen Gems, em seguida, mudou-se para a frente com o título Friends with Benefits. Ao mesmo tempo, a NBC está desenvolvendo um seriado com o mesmo título, mas a empresa de produção de filmes afirmou que, devido à sua programação de produção, que não esperavam uma questão a surgir. Screen Gems escolheu para acelerar a produção por medo de que perderia o título para o projeto concorrente da Paramount. Diretor Will Gluck falou sobre a frustração de comparar os dois filmes, afirmando: "Eu gostaria que houvesse mais espaço entre eles. A única coisa que está me aborrecendo agora é que as pessoas estão dizendo que estamos refazendo No Strings Attached. Não estamos refazendo. os dois filmes foram sendo feitos ao mesmo tempo." Gluck, em uma entrevista com o New Zealand Herald, disse que Friends with Benefits era "muito diferente de No Strings Attached". Sentimentos semelhantes foram expressos por Kunis, opinando: "É apenas dois filmes diferentes. Há apenas [...] tantas histórias que você pode dizer do mundo. Este é apenas um de muitos."
O primeiro trailer, que foi restrito pela Motion Picture Association of America, estreou em 5 de novembro de 2010, enquanto o primeiro trailer foi lançado em 16 de março de 2011. O trailer tinha uma posterior liberação no YouTube e atraiu mais de um milhão de visualizações em 48 horas, tornando-se o segundo vídeo mais visto do dia e o vídeo mais visto na categoria de filme em todo o mundo. Promoção para Friends with Benefits, posteriormente, cresceu, incluindo vídeos promocionais de Facebook e Twitter. Timberlake e Kunis também desembarcaram na capa da Elle em apoio ao filme.

### Roteiro
Will Gluck afirmou que o conceito de história começou com a ideia de que ele queria trabalhar com Kunis e Timberlake, explicando que ele reescreveu o roteiro para os dois atores. Na sequência destas alterações, Gluck expressou que ele queria atrair um público mais adulto e que ele "queria fazer mais de um filme adulto sobre sexo, também, e sobre relacionamentos." Ele passou a comparar a história de Friends with Benefits para a relação em filmes entre Katharine Hepburn e Spencer Tracy.

"Como espectador, eu não quero entrar em um filme chamado Friends with Benefits e ver a versão PG-13. Para mim, você não pode ter um filme como esse sem abraçar o que o título é."

—Justin Timberlake
Em entrevista ao Movieline, Gluck discutido mais a trama do filme dizendo que Friends with Benefits se relacionam em grande parte, com uma geração mais jovem. Ele acrescentou: "Eles comentam sobre essas comédias românticas ao longo do filme, e como eles vão através de sua história, eles percebem que eles estão em uma história de comédia romântica — como duas pessoas comuns que não estão em um filme quis comentar sobre eles. Eles são muito conscientes de que eles estão nessa história [...], mas eles acabam abraçando o fato de que eles estão passando por um momento romântico de comédia." Em uma entrevista com o Los Angeles Times, Timberlake explicou que ele e Gluck realizaram autoria de humor e o tom em relação à Friends with Benefits. Timberlake e Kunis fizeram workshop do roteiro mais de um mês antes de o filme entrar em produção. Gluck se reuniria com os atores, com 20 páginas de roteiro na frente dele e os três iriam debate-lo, mudando as falas, e defendendo a perspectiva de cada personagem.

### Música
Em junho de 2011, foi anunciado que o Madison Gate Records vai distribuir o álbum que contou com quinze músicas. O álbum para Friends with Benefits foi lançado em 19 de julho de 2011. A trilha sonora do filme foi composta e conduzida por Cliff Eidelman.
| Lista de faixas |                                                                    |         |  |
| N.º             | Título                                                             | Duração |  |
| 1.              | "Magic Carpet Ride (Philip Steir Remix)" (Steppenwolf)             | 3:29    |  |
| 2.              | "L.O.V." (Fitz and The Tantrums)                                   | 3:41    |  |
| 3.              | "Booty Call" (G. Love & Special Sauce)                             | 3:28    |  |
| 4.              | "New York, New York (FWB Remix)" (Ray Quinn featuring Ultra Love)  | 2:20    |  |
| 5.              | "Boys Don't Cry" (Grant-Lee Phillips)                              | 3:47    |  |
| 6.              | "Such a Colorful World" (Max & Simon)                              | 2:14    |  |
| 7.              | "Satellite" (Peter Conway)                                         | 3:45    |  |
| 8.              | "Let a Woman Be a Woman (And a Man Be a Man)" (Dyke & the Blazers) | 3:12    |  |
| 9.              | "At the Window" (Double 0 Zero)                                    | 3:50    |  |
| 10.             | "Love's Gonna Getcha" (Tal & Acacia)                               | 3:05    |  |
| 11.             | "Jump" (Kris Kross)                                                | 3:17    |  |
| 12.             | "This Too Shall Pass" (Rogue Wave)                                 | 6:13    |  |
| 13.             | "Tightrope" (Janelle Monáe)                                        | 4:25    |  |
| 14.             | "Take a Bow" (Greg Laswell)                                        | 3:59    |  |
| 15.             | "Closing Time" (Semisonic)                                         | 4:34    |  |
| Duração total:  | Duração total:                                                     | 52:39   |  |

## Marketing
O cartaz promocional internacional mostra uma foto de Timberlake e Kunis fazendo gestos sexualmente sugestivos. O cartaz americano apenas imagens de um ao lado do outro, mas separados por uma barra vertical. Ambos os cartazes são baseadas na mesma fotografia, todavia, e pelo menos uma foi alterada.

## Recepção

### Crítica
No site agregador de críticas Rotten Tomatoes, 71% das 163 avaliações dos críticos são positivas, com uma classificação média de 6,3/10. O consenso diz que o filme não "acrescenta nada de novo para a sua bem-vestida fórmula de comédia romântica, mas a química entre Justin Timberlake e Mila Kunis é quase o suficiente para levar o filme por si só." O Metacritic, que usa uma média ponderada, atribuiu ao filme uma pontuação de 63 em 100, baseado em 37 críticos, indicando críticas "geralmente favoráveis".

### Bilheteria
Friends with Benefits foi lançado na América do Norte em 22 de julho de 2011, em 2,926 cinemas. recolheu $6,801,594 no dia da abertura e, em seguida, arrecadou um total de $18,622,150 em sua semana de estreia, terminando em terceiro lugar nas bilheterias, atrás de Captain America: The First Avenger e Harry Potter and the Deathly Hallows – Part 2. O filme arrecadou $55.8 milhões nos Estados Unidos e Canadá.
O filme teve o mesmo sucesso internacionalmente. Na Austrália, que estreou em 18 de agosto de 2011 e ganhou $2.4 milhões durante sua semana de estreia, gráficos acima de Green Lantern para terminar em primeiro lugar nas bilheterias. O filme se expandiu para a Europa em setembro de 2011. Ele arrecadou $10.6 milhões de mais de 20 territórios em seu primeiro fim de semana. Friends with Benefits superou o primeiro lugar na França, onde ele abriu com $1.8 milhões. O filme teve uma performance mais alta no Reino Unido e Alemanha, onde arrecadou $3.1 milhões e $2.6 milhões em seu primeiro fim de semana após a liberação, respectivamente. Em meados de setembro, o filme tinha arrecadado mais de $29.6 milhões no exterior. Ele passou a faturar mais de $149.5 milhões em todo o mundo, com arrecadações internacionais que estão em $93.7 milhões.

### Prêmios
| Prêmio                  | Categoria                           | Nomeação              | Resultado |
| ----------------------- | ----------------------------------- | --------------------- | --------- |
| 2011 Teen Choice Awards | Choice Summer Movie Star: Masculino | Justin Timberlake     | Indicado  |
| 2011 Teen Choice Awards | Choice Summer Movie Star: Feminino  | Mila Kunis            | Indicado  |
| People's Choice Awards  | Filme Favorito de Comédia           | Friends with Benefits | Indicado  |
| People's Choice Awards  | Atriz Favorita em Filme de Comédia  | Mila Kunis            | Indicado  |

## Home media
O filme foi lançado em DVD e Blu-ray Disc nos Estados Unidos em 2 de dezembro de 2011 e no Reino Unido em 6 de fevereiro de 2012.